# Семья Траффиканте
Семья Траффиканте (англ. Trafficante Family), также известная как Мафия Тампы (англ. Tampa Mafia) — итало-американская преступная семья, базирующаяся в Тампе (Флорида, США). Самым известным боссом был Санто Траффиканте-младший, который железной рукой правил Тампой и преступным кланом. Писатель Скотт Дейч считает, что Санто-младший был связан с ЦРУ в подготовке покушений на Фиделя Кастро. После смерти Санто-младшего в 1987 году семья перешла под контроль Винсента Лоскальцо.

## История

### Первые мафиозные боссы Тампы
В Западной Флориде первые мафиози появились в 1890-х годах. Предположительно это были мафиози из Нового Орлеана (штат Луизиана), перебравшиеся в Тампу после линчевания мафиози в Новом Орлеане в 1891 году, спровоцированного убийством начальника городской полиции Дэвида Хеннесси. Вероятно, это были люди связанные с новоорлеанской семьей Матранга, лидеры которой были родом из Монреале-Пьяна-деи-Гречи (Сицилия). Со временем Тампа стала домом для большего числа сицилийцев из Санто-Стефано-Квисквина в провинции Агридженто. В отличие от северных городов, в Тампе не было устоявшихся еврейских или ирландских банд.
Тампская мафия возникла в районе, известном как Ибор-Сити (Ybor City), который был домом для тысяч иммигрантов из Италии, Испании и Кубы. Он также был домом для сигарной промышленности Тампы, что давало работу многим иммигрантам. Одним из первых боссов организованной преступности Тампе был Чарли Уолл (1880—1955), местный уроженец, сын и внук бывших мэров города. Начав работать в игорных домах, он со временем стал во главе преступного синдикат, контролирую большую часть незаконных азартных игр в городе, в первую очередь игрой «Болита», своего рода лотерею, привезенная в Ибор в конце 1880-х годов, а также занимаясь рэкетом и подкупив многих судей, политиков и чиновников. В свою организацию он набирал итальянцев, кубинцев и мужчин других национальностей. Ближайшим соратником Уолла был Эваристо «Тито» Рубио, кубинский бандит и совладелец клуба «Эльдорадо».
Единственным конкурентом Уолла был Иньяцио Антинори, иммигрант сицилийского происхождения. Будучи родом из Санто-Стефано-Квисквина, он переехал в США в 1899 году и, обосновавшись в Тампе уже вскоре смог объединить вокруг себя земляков. В 1903 году к Антинори присоединились Иньяцио Итальяно, ещё один выходец из Санто-Стефано-Квисквина, и Санто Траффиканте, уроженец городка Чанчана провинции Агридженто, который руководил небольшой итальянской бандой. Втроём они успешно противостояли синдикату Уолла.
В конце 1920-х годов между Уоллом и Антинори началась война за территорию, которая позже стала известна как «Эра крови». Обе стороны несли потери. 31 января 1937 года был застрелен Эдди Вирелла, бывший партнер Рубио по Линкольн-клубу, а сам «Тито» был убит 8 марта 1938 года на крыльце собственного дома. 23 октября 1940 года Антинори был застрелен из обреза когда пил утренний кофе в местном ресторане. Вскоре война закончилась, а организацию Антинори возглавил Санто Траффиканте.

### Траффиканте-старший
После убийства Антинори Санто Траффиканте-старший взял на себя руководство организованной преступностью большей части города и начал учить своего сына Санто Траффиканте-младшего, готовя из него преемника. В легальной жизни Траффиканте-старший изображал себя успешного владельцасигарной фабрики в Тампе. Младшим боссом стал Сальваторе «Ред» Итальяно, племянник Иньяцио Итальяно, возглавивший фракцию своего дяди после его смерти в 1930 году.
Траффиканте-старший уже давно присматривался к Кубе, посетив Гавану вместе с помощником Антонио Дьечидуэ ещё в 1926 году. Чтобы усилить позиции своего синдиката в кубинских казино он в 1946 году отправил своего сына Санто-младшего в Гавану, чтобы тот помогал управлять игорными заведениями, принадлежащим мафии. Неудивительно, что в 1950 году после слушаний по делу Кефовера и дачи Чарли Уоллом показаний оба Траффиканте бежали на Кубу. Семья Траффиканте заработала на Кубе значительные суммы денег, но не смогла сделать остров частью своей территории. После того, как слушания закончились, Пока Траффиканте были на Кубе, Итальяно сбежал в Мексику, оставив своего соратника Джимми Люмиа фактически руководить кланом. Вернувшись в Тампу, Санто-старший приказал убить Люмиа и снова взял на себя управление семьёй.
В 1953 году на Санто-младшего было совершено покушения. Семья подозревала, что заказчиком был Чарли Уолл. В 1955 году Уоллу, который, как полагали, отошёл от дел, перерезали горло. Траффиканте оставался боссом Тампской мафии, пока не умер естественной смертью в 1954 году.

### Траффиканте-младший

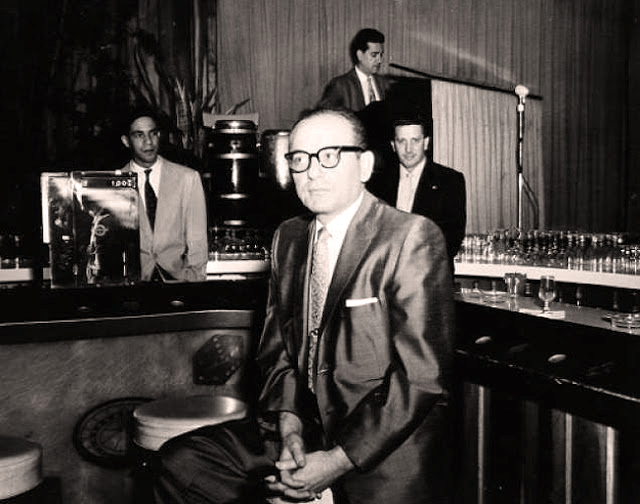
Санто Траффиканте-младший в Sans Souci Cabaret в Гаване (1955).

Санто Траффиканте-младший родился в Тампе 15 ноября 1914 года и был одним из пяти сыновей босса тампской мафии Санто Траффиканте. Санто-младший сменил своего отца во главе семьи после его смерти в 1954 году. Санто-младший ни дня не провёл в тюрьме и умер естественной смертью в 1987 году на 73-м году жизни.
Фракция Итальяно была недовольна тем что Санто-младший возглавил семью. Антонио Итальяно и Доминик Феррара даже обратились к боссам нью-йоркской мафии, но не получили от них подлержки.
Несмотря на многочисленные нереализованные амбиции, он считался одним из самых могущественных главарей американской мафии и 33 года железной рукой правил своим кланом. Он поддерживал тесные связи с преступными семьями Луккезе и Бонанно из Нью-Йорка. Оосбенно близок Санто-младший был с боссом семьи Луккезе Томми Луккезе, который был другом его отца и человеком, который помогал его обучать в 1940-х годах.
После победы Кубинской революции, свергнувшей в 1959 году режим Батисты, высокодоходные инвестиции мафии в казино и другие бизнесы Кубы были потеряны. Санто-младший принимал активное участие в усилиях ЦРУ по привлечению преступного мира к покушениям на лидера революционной Кубы Фиделя Кастро. Под давлением постановления суда, предоставляющего ему иммунитет от судебного преследования, но угрожающего неуважением, если он откажется говорить, Траффиканте признался комитету Конгресса в 1975 году, что в начале 1960-х он завербовал несколько мафиози для убийства Кастро. «Это было похоже на Вторую мировую войну», — сказал он комитету. — «Мне сказали идти в призывную комиссию и записываться».
В 1978 году Траффиканте был вызван для дачи показаний перед Специальным комитетом Палаты представителей США по делам об убийствах, расследующим возможные связи между Ли Харви Освальдом и кубинцами, выступающими против Кастро, включая теорию о том, что Кастро убил президента Джона Ф. Кеннеди в отместку за попытки ЦРУ убить Кастро.
В 1986 году Траффиканте безуспешно пытались осудить за рэкет и преступный сговор. В следующем году ему было предъявлено обвинение в разграблении пенсионных фондов Международного союза стоматологов и офтальмологов. Но Санто-младший умер после операции шунтирования в Техасском институте сердца в Хьюстоне, прежде чем предстал перед судом.

### Винс Лоскальцо
В 1987 году после смерти Санто Траффиканте-младшего по данным властей руководство семьёй разделили Винсент «Винс» Лоскальцо, ставший официальным главой, Фрэнк «Папа Фрэнк» Дьечидуэ, сменивший Винса на посту младшего босса (умер в 1994 году) и Фрэнк Альбано. В этот же период крыло семьи в Майами возглавлял Стив Раффа (1941—2000), умер в результате очевидного самоубийства в 2000 году, ожидая суда по обвинению в рэкете, ростовщичестве и азартных играх. После смерти сначала Дьечидуэ (1994), а затем и Альбано (2003) семью Тампы единолично возглавил Лоскальцо.
Ещё при жизни Санто Траффиканте-младшего, в середине 1980-х годов, семья попала под расследование, связанное с сетью распространения кокаина. В 1992 году семья вновь попала под расследование, теперь в рамках расследования Key Bank. В обоих случаях все обвинения в конечном итоге были сняты. В октябре 1997 года Лоскальцо признал себя виновным в мошенничестве и был приговорён к испытательному сроку.
По состоянию на 2007 год Лоскальцо было за 70, и он считался «гангстером на пенсии» и просто «обычным Джо», по словам Скотта Дейча, автора ряда статей о Тампской мафии. За 1990-е и 2000-е годы влияние семьи значительно упало и мафия Тампы отошла в тень Пяти нью-йоркских семей, которые действуют в Тампе как у себя дома.
5 августа 2008 года управления ФБР Тампы и Нью-Йорка предъявили обвинение Джону А. «Джуниору» Готти, а также Джону А. Берку, Джеймсу В. Кадикамо, Дэвиду Д'Арпино, Майклу Д. Финнерти и Гаю Т. Педену по обвинению в рэкете, похищении людей, сговоре с целью совершения убийства и незаконном оборот наркотиков. В обвинительном заключении говорилось, что Готти-младший вместе с другими обвиняемыми был вовлечён в различные преступные действия в Тампе и Нью-Йорке в начале 2000-х годов. Доказательства судебных процессов над Джоном Алите, Рональдом Дж. Труччио и Чарльзом Карнельей в 2004 и 2006 годах также связали Готти-младшего и других с преступными операциями в Тампе.

## Руководители
Боссы:
- 1920—1940 — Иньяцио Антинори (1885—1940). Убит 23 октября 1940 года[1].
- 1940—1954 — Санто Траффиканте-старший (1886—1954). Умер в августе 1954 года[1] от рака желудка.
- 1954—1987 — Санто Траффиканте-младший (1914—1987). Умер 17 марта 1987 года от сердечного приступа[1].
- 1987—н. в. — Винсент «Винс» Лоскальцо (Vincent "Vince" LoScalzo)[5].

Младшие босс (заместители):
- 1920—1940 — Санто Траффиканте-старший. Стал боссом.
- 1946—1948 — Сальваторе «Красный» Итальяно (Salvatore "Red" Italiano). Племянник гангстера Иньяцио Итальяно, позже бежал в Мексику[12].
- 1948—1950 — Джеймс Лумия (James Lumia). Убит 5 июня 1950 года.
- 1950—1954 — Санто Траффиканте-младший. Стал боссом.
- 1954—1987 — Винсент «Винс» Лоскальцо (Vincent "Vince" LoScalzo). Стал боссом[5].
- 1987—1994 — Фрэнк «Папа Фрэнк» Дьечидуэ (Frank "Daddy Frank" Diecidue). Умер 19 октября 1994 года.[5]
- 1994—2003 — Фрэнк Альбано (Frank Albano)[5]. Умер 10 сентября 2003 года[13].

## В популярной культуре
В фильм Майка Ньюэлла «Донни Браско» (1997) об агенте ФБР Джозефе Пистоне актёр Вэл Эйвери сыграл Санто Траффиканте-младшего.
В телефильме Мишель Полетта «Бонанно: История крестного отца» (Bonanno: A Godfather's Story, 1999) о взлёте и падении семьи Бонанно актёр Джон Бернс исполнил роль босса мафии Санто Траффиканте-младшего.
В документальном телефильма Пита Гуццо «Призрак Ибора: Чарли Уолл» (The Ghosts of Ybor: Charlie Wall, 2008) рассказывается о жизни американского гангстера Чарли Уолла, первого мафиозного босса Тампы, предположительно убитого по заказу Траффиканте.